# سيرجيو مونتيل
سيرجيو مونتيل (بالإسبانية: Sergio Montiel)‏ هو محامي وسياسي أرجنتيني، ولد في 20 أكتوبر 1927 في كونسبسيون ديل أوروغواي في الأرجنتين، وتوفي في 1 نوفمبر 2011 في بارانا، انتري ريوس في الأرجنتين. حزبياً، نشط في الاتحاد المدني الراديكالي.